# پی‌پل
پِی‌پَل (به انگلیسی: PayPal) یک شرکت امریکایی است که در زمینه تجارت الکترونیکی و سامانه انتقال وجه الکترونیکی آن فعالیت می‌کند. سامانهٔ پی‌پل پرداخت و انتقال وجه را از طریق اینترنت و به صورت آنی ممکن می‌سازد و جایگزین مناسبی برای شیوه‌های سنتی نقل و انتقال وجه نقد همانند چک و حواله پولی است. پی‌پل یکی از بزرگترین شرکت‌های پرداخت الکترونیکی در سرتاسر جهان است.
پی‌پل در سال ۱۹۹۸ تأسیس شد و عرضه اولیه سهام این شرکت در سال ۲۰۰۲ اتفاق افتاد.
هدف پی پال از ابتدا ایجاد یک ارز جهانی برای اینترنت بود، اما زمانی که موفق به انجام این کار نشدند آن را به ای بی فروختند. این شرکت تنها روش های پرداختی معمول را در دنیا تحت تاثیر قرار داد و خود دنیا را به جای جدیدی تبدیل نکرد. پی پال فقط یک شبکه پرداخت است که در چهارچوب سیستم بانکی موجود فعالیت می‌کند‌.

## خدمات
یک حساب پی‌پل می‌تواند از طریق حساب بانکی، دفاتر خدمات مالی یا کارت اعتباری شارژ شود. دریافت‌کنندگان از طریق پی‌پل نیز می‌توانند پول خود را از طریق چک، واریز به حساب خود در پی‌پل یا واریز به حساب بانکی دریافت کنند.
پی‌پل روند پرداخت برای خریدهای اینترنتی، سایت‌های حراج و سایر کاربردهای اقتصادی را با دریافت هزینه انجام می‌دهد. همچنین ممکن است برای انتقال و دریافت پول نیز هزینه‌ای دریافت دارد که بسته به مقدار پول جابجا شده‌است. هزینه‌ها بسته به نوع ارز انتقالی، شیوه انتقال، کشور ارسال کننده، کشور دریافت‌کننده و مقدار پول جابجا شده متغیر هستند. همچنین خریدهای انجام شده در سایت ای‌بی با کارت اعتباری و از طریق پی‌پل، اگر فروشنده و خریدار هرکدام از نوع ارز متفاوتی استفاده کنند، شامل هزینه‌ای مازاد خواهد بود. پی‌پل از ضوابط و قوانین بسیار سخت و دقیق مالی برخوردار است تا از پول‌شویی و انتقال درآمدهای غیرمشروع جلوگیری کند.
در سوم اکتبر ۲۰۰۲، پی‌پل به عنوان یک شرکت جانبی کاملاً به مالکیت ای بی درآمد. دفاتر مرکزی پی‌پل در شهر سن خوزه، ایالات متحده آمریکا و در مجاورت دفاتر شرکت ای‌بی مستقر هستند.

## گستره فعالیت

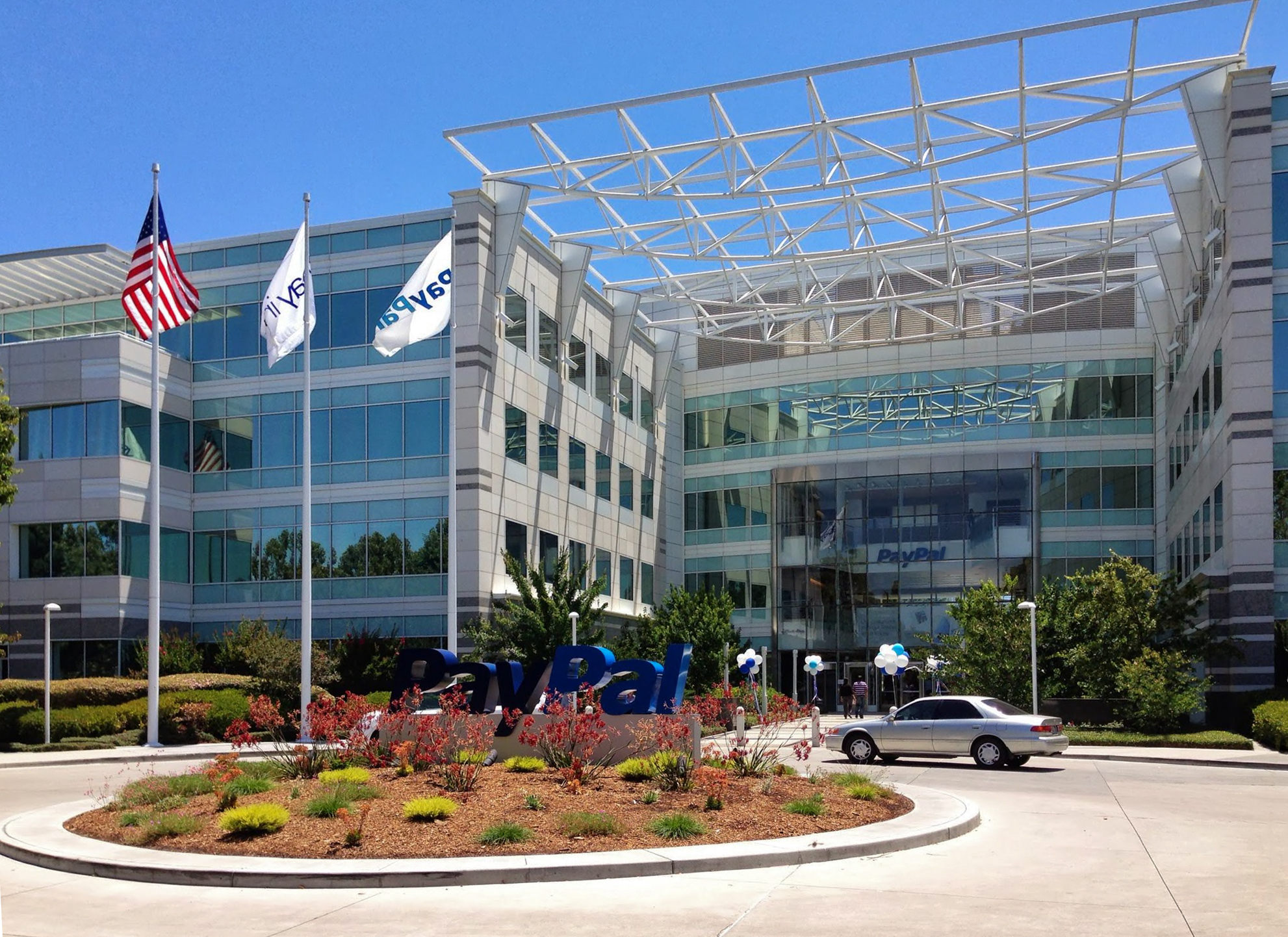
ستاد مرکزی پی‌پل در سن خوزه

امروزه پی‌پل در ۱۹۰ بازار فعالیت می‌کند و بیش از ۲۳۲ میلیون حساب دارد که بیش از ۸۷ میلیون آن فعال هستند. پی‌پل به مشتریان اجازه می‌دهد تا به ارسال، دریافت و نگهداری پول در ۲۴ ارز مختلف بپردازند. پی‌پل در ۲۱ کشور دفتر منطقه‌ای دارد.
قابل ذکر است که شرکت پی پال به تبعیت از قوانین ایالات متحده در زمینه تحریم ایران، به کاربران داخل ایران سرویس دهی نمی‌کند. در فروردین ماه ۱۳۹۴ دولت آمریکا، پی‌پل را به علت نقض تحریم‌های ایران و چند کشور دیگر هفت میلیون دلار جریمه کرد.
کشورهای ایران، افغانستان، سوریه، سودان، کوبا، میانمار و همچنین کشورهایی که در فهرست تحریم‌های اقتصادی ایالات متحده هستند از دریافت خدمات از طریق پی پال محروم هستند